# Nuneaton en Bedworth
Nuneaton en Bedworth is een Engels district in het shire-graafschap (non-metropolitan county OF county) Warwickshire en telt 129.000 inwoners. De oppervlakte bedraagt 79 km².
Van de bevolking is 14,8% ouder dan 65 jaar. De werkloosheid bedraagt 2,9% van de beroepsbevolking (cijfers volkstelling 2001).

## Plaatsen in het district Nuneaton en Bedworth
- Bedworth
- Bulkington
- Nuneaton

## Partnersteden
- Guadalajara, Spanje sinds 1990